# Пшиленгув
Пшиленгув (пол. Przyłęgów, нім. Preilsdorf) — село в Польщі, у гміні Жарув Свідницького повіту Нижньосілезького воєводства.
Населення — 297 осіб (2011).
У 1975-1998 роках село належало до Валбжиського воєводства.

## Демографія
Демографічна структура станом на 31 березня 2011 року:
|          | Загалом | Допрацездатний вік | Працездатний вік | Постпрацездатний вік |
| -------- | ------- | ------------------ | ---------------- | -------------------- |
| Чоловіки | 147     | 32                 | 102              | 13                   |
| Жінки    | 150     | 32                 | 94               | 24                   |
| Разом    | 297     | 64                 | 196              | 37                   |